# Марк Амбибул
Марк Амбибул (на латински: Marcus Ambibulus) е вторият префект на Римска Юдея от 9 до 12 г.
Единственият източник за него е от Йосиф Флавий. Произлиза от конническото съсловие (equester ordo) . През 9 г. става praefectus civitatis на Римска Юдея, след като Копоний е смъкнат през 8 г. от император Август. По неговото време като управител умира Саломе I († 10), сестрата на Ирод I. Той поема пазенето и на нейните територии (Ямния, Jamnia, Phasaelis и плантациите до Archelais), които е завещала на Ливия Друзила, третата съпруга на император Август.
Сече монети, на които не е сложен портрета му, вероятно заради втората заповед, която забранява изображение на лични портрети, за да няма проблеми с населението. На неговото място управител става Аний Руф.